# Mytilina bicarinata
Mytilina bicarinata är en hjuldjursart som först beskrevs av Perty 1850. Enligt Catalogue of Life ingår Mytilina bicarinata i släktet Mytilina och familjen Mytilinidae, men enligt Dyntaxa är tillhörigheten istället släktet Mytilina och familjen Brachionidae. Arten är reproducerande i Sverige. Inga underarter finns listade i Catalogue of Life.